# Wetterheiliger

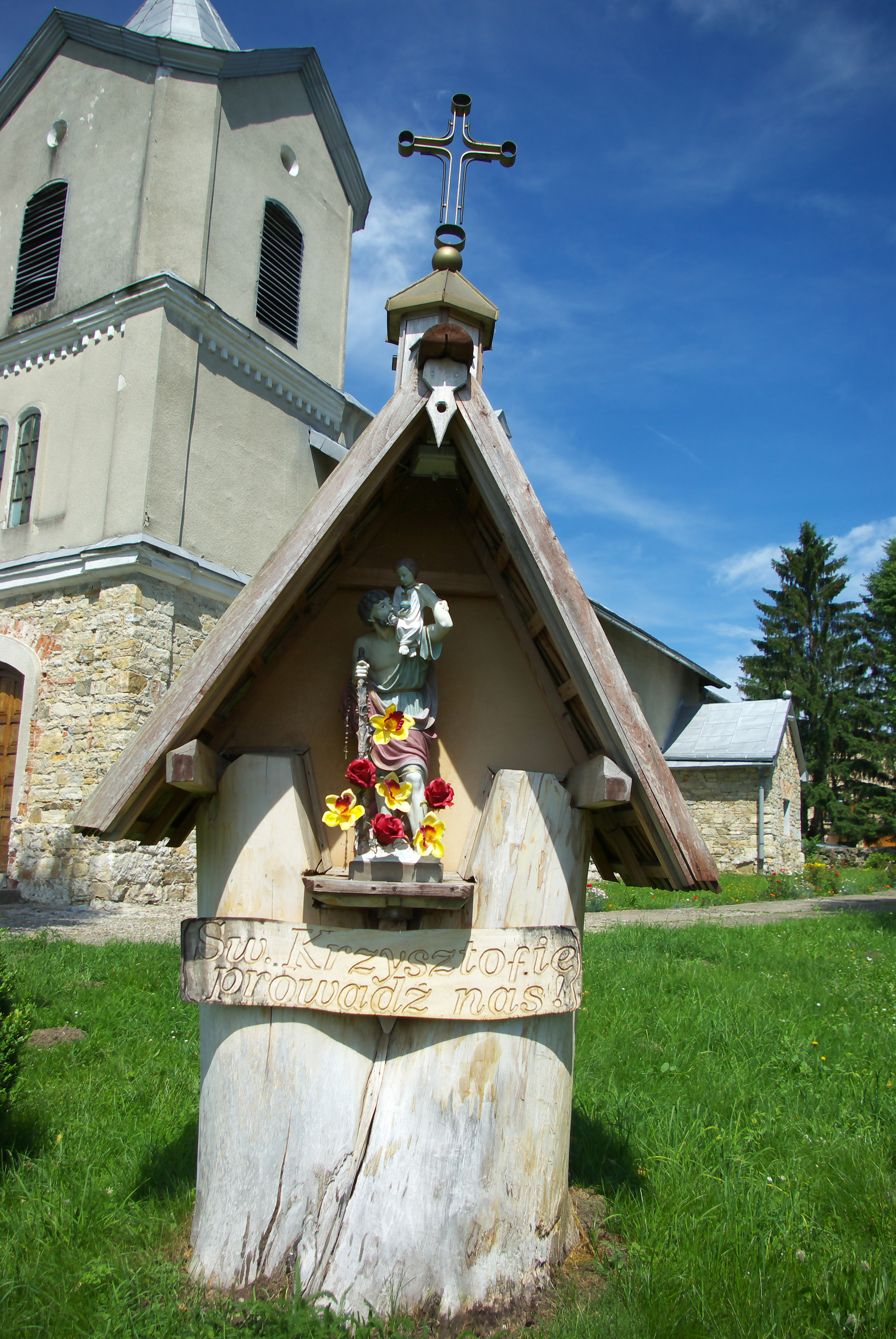
Bildstock des hl. Christophorus an der Entschlafungskirche in Trepcza

Wetterheiliger wird im Volksmund ein christlicher Heiliger genannt, der angerufen wird, um für die Landwirtschaft günstiges Wetter zu erbitten oder Hungersnot abzuwenden. Beispiele sind die hll. Anna (Schutzpatronin gegen Gewitter), Barbara, Christophorus, Donatus, Georg, die „Wetterherren“ Johannes und Paulus, an deren Festtag Hagelprozessionen stattfanden oder Petrus. Letzterer steht als kulturgeschichtlicher Nachfolger des römischen Wettergottes Janus.
Die Gedenktage einiger Heiliger wurden im Bauernjahr als „Lostage“ zur Bestimmung des Wetters für die folgenden Tage und Wochen betrachtet, so das Fest der Kathedra Petri am 22. Februar, die sogenannten Eisheiligen Mitte Mai, das Fest des heiligen Medardus am 8. Juni, der Johannistag am 24. Juni, der Siebenschläfertag am 27. Juni, der Michaelistag am 29. September und der Hubertustag am 3. November, daneben auch das Fest der Mariä Lichtmess am 2. Februar und  der Weihnachtstag.